# 329 (tal)
329 är det naturliga talet som följer 328 och som följs av 330.

## Inom vetenskapen
- 329 Svea, en asteroid.

## Inom matematiken
- 329 är ett udda tal
- 329 är ett sammansatt tal
- 329 är ett defekt tal
- 329 är ett Hilberttal